# Ieud
Ieud es una comuna ubicada en el distrito de Maramureș, Rumania.

## Superficie
Cuenta con una superficie de 75,80 kilómetros cuadrados.

## Demografía
Hasta 2021 la población era de 4061 habitantes, con una densidad de población de 53,58 habitantes por kilómetro cuadrado.